# Barraquismo en Hospitalet de Llobregat
El fenómeno del barraquismo en la ciudad de Hospitalet de Llobregat está documentado desde la década de 1920, debido a los diversos cambios que impulsaron el crecimiento de los municipios que terminarían conformando el área metropolitana de Barcelona. La importancia que adquirió a principios de siglo, que condujo a Hospitalet a conseguir el título de ciudad en 1925, conllevaría también un importante aumento demográfico que llegó a multiplicar por cuatro la población entre 1950 y 1970. Estas oleadas de inmigración crearon un aumento de la demanda de vivienda que la ciudad no pudo absorber, y junto con el bajo nivel adquisitivo de muchas de las familias que llegaban, se empezaron a crear asentamientos de barracas que durarían algunos hasta finales de los años 70.  
El barraquismo en Hospitalet ha estado ligado a la situación de los barrios de barracas de Barcelona, ya que muchas de las familias que construían una barraca en Hospitalet venía expulsadas de los barrios de barracas de Barcelona, o eran trasladadas desde allí a bloques de viviendas de nueva construcción como los bloques de Onésimo Redondo (en el barrio de La Florida), en Bellvitge o en El Gornal.
Actualmente su presencia ha disminuido enormemente aunque todavía se encuentran pequeños núcleos de barracas diseminadas en solares abandonados.

## Contexto histórico
Hospitalet se ha desarrollado a lo largo del siglo XX como una ciudad supeditada a Barcelona, que por su cercanía a la capital y por limitar con la zona industrial de la Zona Franca ha facilitado que se establecieran familias provenientes del campo que trabajaran durante el proceso de industrialización como mano de obra poco cualificada en el sector industrial o el de la construcción.
La primera gran oleada de inmigración se produjo durante los años 20 en parte motivada por varios grandes proyectos como la construcción del puerto Franco en los terrenos que pertenecían a Hospitalet (que no llegó a materializarse hasta varias décadas más tarde), la propuesta de la Exposición Internacional de Industrias Eléctricas de 1924 (exposición que no se celebró y que fue la precursora de la Exposición Internacional de 1929) o la proyección del Plan Jaussely con la urbanización y construcción de viviendas en varias zonas de la periferia de Barcelona.Por otro lado la construcción de las primeras líneas de metro de Barcelona del Gran Metro (L3, hasta la Bordeta) y el Metro Transversal (L1) inauguradas en 1926 con el objetivo de unir las diferentes estaciones de ferrocarril con el recinto de la Exposición Internacional que se celebraría en 1929 en Montjuic, atrajo a muchas familias en busca de trabajo. Otras obras que atrajeron inmigración a Hospitalet fueron la construcción de la Granvía, que empezaría a partir de que  1928. En esta época Hospitalet pasó de tener 5.000 habitantes a tener unos 30.000.
El Plan Jaussely, o ensanche Jaussely, pretendía mejorar la conectividad entre Barcelona y las ciudades colindantes, a la vez que permitía mantener cierta autonomía a la hora de elaborar el tejido urbano interno de las segundas. El arquitecto municipal que se encargó de llevar a cabo distintas fases del plan fue Ramón Puig i Gairalt, siempre con la mentalidad de construir una ciudad complementaria para servir a Barcelona. 
La Ley de Casas Baratas, una ley establecida en 1921 y aplicada de forma más extensa durante la dictadura de Primo de Ribera, pretendía aliviar esta situación de tensión sobre la falta de vivienda que se dio a principios del siglo XX en las grandes ciudades industriales españolas como Madrid, Bilbao, Sevilla o Barcelona.
Durante la crisis económica y humanitaria de la postguerra aumentó considerablemente la inmigración y el número de barracas, especialmente durante la hambruna de la década de los años 40, aunque la segunda gran fase de crecimiento se dio entre los años 50 y 70, en los que se pasó de los 50.000 a los 282.141 habitantes de 1975.
En 1953 se elaboró durante la dictadura de Francisco Franco el siguiente plan de ordenación comarcal, en el cual Hospitalet continuaba siendo una ciudad de la zona de influencia de Barcelona supeditada a las necesidades de la metrópoli. Las directrices principales del plan comarcal fueron canalizar el crecimiento de Barcelona dirigiendo parte de la densidad de población al resto de municipios de la comarca del Barcelonés, consolidar Barcelona como centro principal de la comarca mejorando las infraestructuras de comunicación y los enlaces entre municipios y considerar la creación de zonas verdes. Un tercer plan de planificación interurbana conocido como Plan General Metropolitano de Ordenación Urbana de Barcelona fue aplicado en 1976.

## Historia del barraquismo en Hospitalet
La cercanía de Hospitalet a Barcelona cono centro industrial, y la creación de importantes fábricas y tejerías en la misma ciudad de Hospitalet, junto con las fuertes oleadas migratorias hacia la ciudad, provocaron que se establecieran numerosos núcleos barraquistas a lo largo del siglo XX.
Existen algunos textos que mencionan grupos de barracones construidos por las familias de pescadores de la antigua playa de Hospitalet, de los que se tiene constancia por algunos escritos como Flama vivent de Josep Puig i Raventós, España al terminar el siglo XIX de Isidro Sinesio Delgado y por alguna carta, u otros asentamientos como el de los gallegos que residían en 1908 "debajo de los hornos de Collblanc". El primer asentamiento importante de barracas del que se tiene constancia es el de La Bomba, un barrio que se encontraba en la banda de mar de la avenida de la Granvia de Hospitalet en la zona del actual Gran Vía 2, desarrollado durante la primera gran oleada de inmigración de los años 20.
Al terminar la Guerra Civil hubo un movimiento migratorio de personas que se trasladaban por motivos políticos, ya que pertenecían al bando perdedor, pero partir de 1945 esta emigración política fue dando lugar a una población proveniente del campo que migraba por necesidades económicas. Según los registros de los permisos de construcción de la época hasta 1945 se solía solicitar el permiso de construcción de "barracas" aunque a partir de esa fecha se cambia al uso de los términos "cubiertos" o "cobertizos" sin especificar nada más (solicitando también en muchas ocasiones el cercado de la parcela). Estos cubiertos eran la tapadera para diversas formas de barraquismo y creaban una situación precaria de alegalidad que, más tarde, se intentaba solucionar con la solicitud de un segundo permiso de obra para legalizar una construcción como por ejemplo “habilitando para vivienda un cubierto”. Este tipo de proceso se dio en muchos barrios humildes de las ciudades de la postguerra española, y en algunos casos dieron paso a barrios de autoconstrucción o barrios de coreas. 
A lo largo del siglo XX las autoridades crearon diversas herramientas para abordar el efecto de la falta de vivienda, tanto a nivel de políticas sociales como las distintas fases de las leyes de casas baratas, las ciudades jardín o las políticas de vivienda del franquismo, como a nivel represivo como la creación del Departamento de Viviendas No Autorizadas cuyas funciones eran el control y censo de barracas, la demolición de las barracas que quedaban desocupadas por la mudanza de los ocupantes y en cierta medida cumplir con el cuidado de medidas asistenciales.Se construyeron diversos bloques de viviendas en distintos puntos de la ciudad tanto de promoción particular, de cooperativas de vivienda o de promoción estatal a través del Instituto Nacional de la Vivienda. 

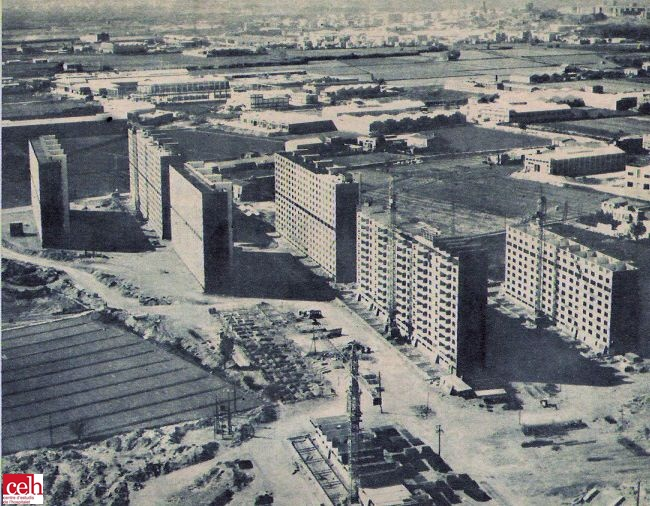
Los primeros bloques de Bellvitge en construcción en el año 1968

En otras ocasiones las promociones de vivienda se realizaban a través de sociedades cooperativistas organizadas alrededor de algún sindicato afín al régimen franquista o alguna congregación religiosa, que eran quienes asumían el papel de promotores principales. Uno de los primeros complejos de viviendas fueron los bloques Onésimo Redondo en el actual barrio de La Florida, un polígono de veinte edificios de viviendas promovido por la organización católica Obra Sindical del Hogar, con el objetivo de facilitar vivienda de bajo coste a las familias más necesitadas, pero resultaron ser fuente de problemas prácticamente desde su inauguración debido a la mala calidad de las construcciones. El papel de las asociaciones parroquiales fue crucial en muchos barrios como plataforma para promover tanto vivienda social como la cultura popular.
En el año 1959 el Departamento de Viviendas no Autorizadas contabilizó unas 1.200 barracas, ubicadas tanto en los núcleos principales como en calles y solares diseminados por todo el municipio.
Según el Semanario del Baix Llobregat del 14 de octubre de 1977 el censo del Ayuntamiento contabilizó que esa época quedaban tres núcleos de barracas importantes, el de La Bomba, el de Can Pi y el del Canyet, y junto con otros menores llegaban a las 1000 barracas.

## Núcleos de barracas
Los principales núcleos de barracas de Hospitalet fueron los siguientes:
- Sanfeliu o Can Rigalt i Collblanc: Este núcleo barraquista se encontraba alrededor de los barrios de Sanfeliu y en la zona de Can Rigalt en el barrio de Pubilla Casas. En la edición del 15 de febrero de 1924 del semanario Catalunya Social se mencionan, sin especificar su ubicación exacta, 600 barracas repartidas entre los núcleos de Collblanc, Riera Blanca y otras ubicaciones. En el año 1950 el Ayuntamiento realizó un censo municipal y se contabilizaron 590 personas en las zonas de La Fonteta, la Riera del Canyet, Can Rigalt y la Remunta, muchas de las cuales vivían en los restos de los 147 refugios antiaéreos de la zona construidos durante la guerra civil. Según este censo había más personas viviendo en los refugios que en las casas edificadas como vivienda.  El principal problema del barrio eran las líneas de alta tensión. Al cabo de cinco años, en 1955, se contabilizaron 98 personas, y en 1960 bajó a 23. [16][17][18][1]

- Matacavalls: El núcleo llamado Matacavalls se encontraba en un desnivel geológico situado en el barrio de Sant Josep, entre el puente de Matacavalls y el puente de la actual avenida Isabel la Católica. Este se caracterizó por estar constituido prácticamente en su totalidad de cuevas excavadas en la ladera de la colina. En 1953 el Ayuntamiento tapió la entrada de las cuevas en las que vivían más de 900 personas.[1]

- Riera Blanca: Otro núcleo importante fue el que se encontraba en la zona limítrofe entre Hospitalet y Barcelona, en la confluencia entre la carretera de Collblanc y Travessera de les Corts, a unos 300 metros del Camp Nou. Se construyó a lo largo de una riera llamada riera Blanca, de donde sacó su nombre, y debido a su ubicación acostumbraba a sufrir inundaciones en épocas de lluvias fuertes, y en ocasiones las aguas torrenciales provocaban la muerte de alguno de sus vecinos. Según un artículo de la revista Cataluña Social de febrero de 1924 constaba de 600 barracas, incluidas en las 9.100 que se registraron en toda Barcelona debido a su proximidad.[16] Según otro artículo del ABC de la época el promedio de personas que vivían en cada barraca era de cinco.[19]Tras la construcción del Camp Nou en el año 1957 se levantó un muro alrededor del barrio para evitar que los visitantes del campo de fútbol viesen la realidad de las viviendas de la zona. En 1956 se concedieron algunas viviendas a las familias de este barrio pero no fue hasta 1960 que el Ayuntamiento clausuró el núcleo de barracas coincidiendo con la construcción de 98 viviendas subvencionadas delante de los bloques Onésimo Redondo llamadas viviendas de la Inmaculada Concepción, en el barrio de La Florida. [20][21][22][23][24][1]

- La Bomba: El barrio barraquista de La Bomba se situaba en la avenida de la Granvía de Hospitalet, en la zona que ocupa en el polígono Pedrosa el Gran Vía 2 y alrededores. En un mapa de 1926 de la Zona Franca del puerto de Barcelona, ya se encuentra un núcleo de barracas en una zona que posiblemente tomó su nombre de una bomba de agua corriente que se encontraba en las inmediaciones. Este fue uno de los enclaves barraquistas más longevos de la historia del área metropolitana de Barcelona y se calcula que a lo largo de los años llegaron a vivir en él más de 15.000 personas, la mayor parte de ellas provenientes de Jaén.[25]El barrio contaba con algunos elementos que los habitantes del asentamiento habían ido reivindicando a través de los años como guarderías y una escuela pública en 1966, una capilla, pavimento e iluminación en algunas calles (1966); y más adelante se consiguió un centro cultural o un semáforo para cruzar la Granvía. Las luchas vecinales se organizaron a través de los misioneros del Sagrado Corazón y de la Cooperativa de Viviendas Obreras del Barrio de La Bomba, las cuales facilitaron la adquisición de crédito para la compra de viviendas a través del Monte de Piedad de Barcelona, la Caja de Ahorros o la subvención de parte del importe de la compra por parte del Ayuntamiento.[26][27]En 1968 la cooperativa inició la promoción de los primeros pisos en Bellvitge, donde se realojaron algunas familias de La Bomba, pero no fue hasta 1976 que los más de 2000 residentes que no pudieron entrar en las primeras promociones se trasladaron al barrio del Gornal. Pura Fernández García y Felipe Cruz Martínez fueron dos sindicalistas que formaron parte de estas luchas vecinales, tanto en La Bomba como posteriormente en Bellvitge debido a las bajas condiciones en las que se encontraba la infraestructura del barrio cuando les entregaron los pisos. [25][28][29][30] A principios de los años 70 ya se realizaban numerosas manifestaciones y protestas como el corte de la Granvía para reivindicar mejores condiciones de vida y una vivienda digna. A principios de los 70 se construyó una valla de uralita para que no se pudieran ver las barracas desde la Gran Vía.[31][32][33][1]

- Can Pi: En asentamiento de Can Pi estaba situado también en el polígono Pedrosa, en la confluencia entre las calles Can Pi, Miguen Hernández, Primero de Mayo y Ciencias. Al principio era un barrio pobre principalmente ocupado por barrenderos, que en los años 60 se empobreció significativamente debido a la concesión de la recogida de basuras a empresas privadas. La mayor parte de las familias fueron a vivir a los barrios de Gornal y Bellvitge. Fue el último barrio de barracas de la ciudad, eliminado con vistas a la construcción de la Fira de Barcelona. Según narra Francisco Candel en Los otros catalanes "[...]barracas sobre la Fosa, que reciben el hedor que sube a veces de los muertos del cementerio, de la fosa común; las de Valero y de Banderas y el barrio de Can Clos, cerca de donde se acumula la basura de Barcelona; barracas de Jesús y María, al pie del cementerio, propensas a inundaciones cada vez que llueve; barracas de La Bomba, a tocar de las aguas canalizadas e insalubres y de los barrios insalubres de Can Pi.[...]".[34][1]

- Otros núcleos: Por último cabe mencionar que existieron diversos núcleos de dimensiones desconocidas repartidas por Hospitalet, y muchos de ellos se iban trasladando a medida que se iban urbanidando distintas zonas o eran desalojados por la cuadrilla del Departamento de Viviendas No Autorizadas. Existieron asentamientos en la calle Transversal, en el barrio de Santa Eulalia, en el barrio de Can Bruixa del polígono Pedrosa o en los desniveles de la ribera del río Llobregat.[35]